# Þjórsá
Die Þjórsá (isländische Aussprache [θjour̥sau], deutsche Transkription Thjorsa) ist ein Fluss im Süden Islands. Mit ihren 230 km ist sie der längste Fluss der Insel. Das Einzugsgebiet der Þjórsá umfasst 7.530 km² oder 7,2 % der Gesamtoberfläche von Island. Nahe der Mündung beim Wasserfall Urriðafoss beträgt die Durchschnittswassermenge im Sommer 350–700 m³/s.

## Name
Zum Namen des Flusses heißt es im Landnahmebuch:
„Þórarinn hieß ein Mann, der Sohn des Þorkell … Er kam mit seinem Schiff in das Þjórsárós (das ist die Mündung der Þjórsá). Er hatte einen Rindskopf auf dem Bug und danach ist der Fluss benannt.“ (altisl. Þjór „Rind“)

## Quellgebiete
Die Þjórsá entspringt auf dem Gletscher Hofsjökull hauptsächlich bei der Gletscherzunge Þjórsárjökull, dort heißt der Fluss Bergvatnskvísl Þjórsár, oft auch nur Bergvatnskvísl. Sie bezieht aber auch Wasser aus Quellen bei den Þjórsárdrög und aus einem bekannten Naturschutzgebiet, einem mit Quellen durchsetzten Moorgebiet mit Namen Þjórsárver. Den Namen Þjórsá trägt der Fluss von dem Ort an, wo die Bäche Háöldakvísl und Fjórðungskvísl vom Tungnafellsjökull in ihn strömen.

## Verlauf

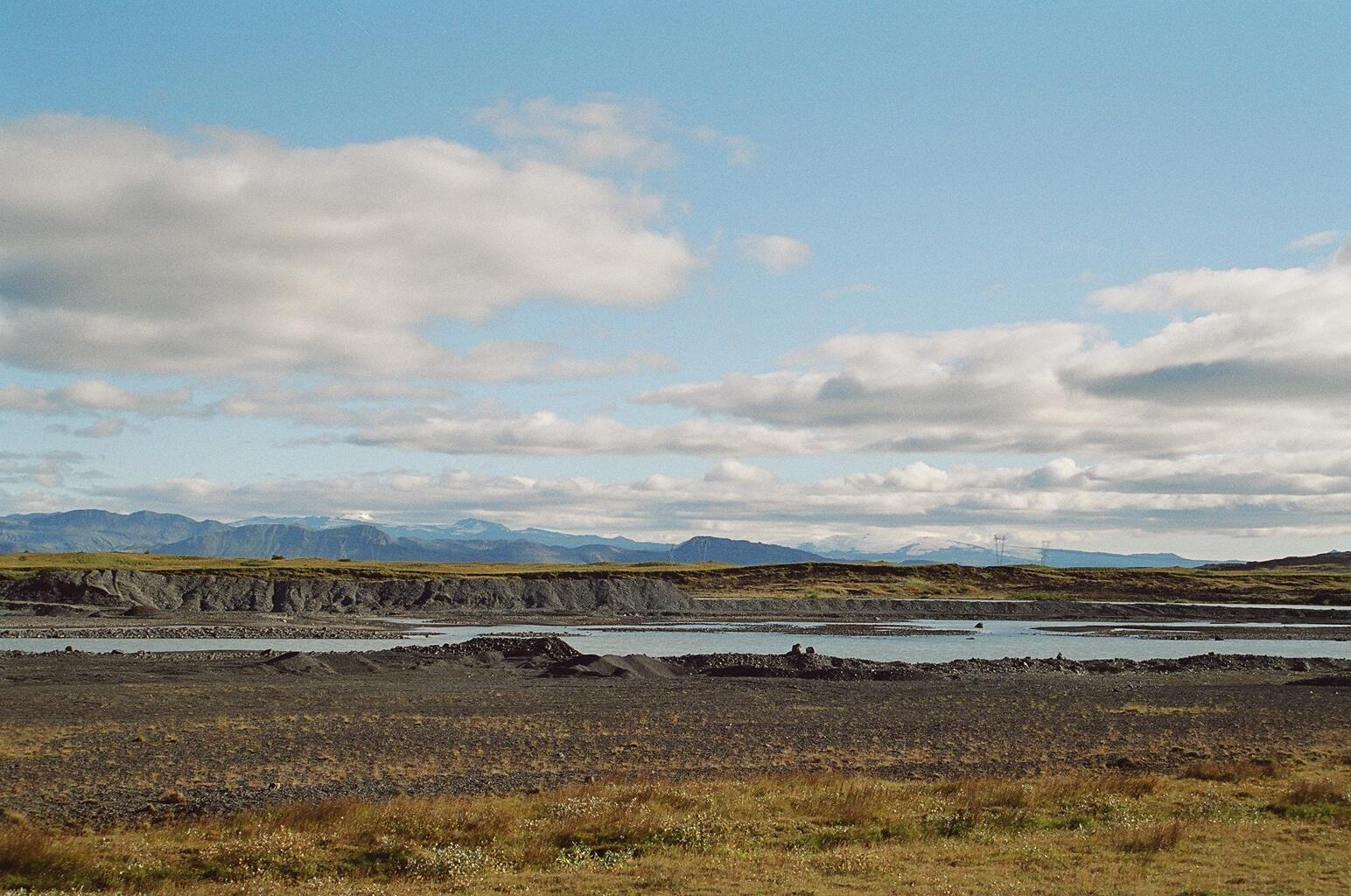
Der Fluss mit den Gletschern Tindfjallajökull (links) und Eyjafjallajökull (rechts) im Hintergrund

Die Hauptfließrichtung folgt der Ausrichtung der Riftzone von Nordosten nach Südwesten.
Die Þjórsá bahnt sich ihren Weg teilweise durch enge Schluchten über das Isländische Hochland. Dabei fällt sie über etliche Wasserfälle. Das Gesamtgefälle beträgt hier, etwa auf der Höhe der Hekla 280 m auf 40 km. Man hat die enorme Energie des Flusses und seiner Nebenflüsse wie der Tungnaá hier in einigen Kraftwerken genutzt. Die Tungnaá zum Beispiel strömt nun in einem Stausee, Sultartangalón, in die Þjórsá. Das Búrfell-Kraftwerk nutzt die Kraft vor allem beim Wasserfall Tröllkónuhlaup, der inzwischen fast ausgetrocknet ist, weil man einen Teil des Wassers in Kanälen durch den Berg Búrfell strömen lässt, wo die Wasserkraft die Turbinen in einem jenseits gelegenen Turbinenhaus antreibt. Im Jahre 2012 war gerade ein weiteres Kraftwerk am Búðarháls im Bau.
Später, nachdem sie in der Nähe des historischen Hofes Stöng den Nebenfluss Tungnaá aufgenommen hat (siehe auch Háifoss), strömt die Þjórsá in die Ebene und breit über verschiedene Lavafelder, u. a. das 8.000 Jahre als Tungnaárhraun, dahin.
Danach verzweigt sie sich häufiger und bildet kleine Inseln. Mitten im Fluss liegt etwa die Insel Árnes, die früher eine Landspitze war. Auf ihr befindet sich eine alte Thingstätte. Nach der Insel ist auch der Bezirk Árnessýsla benannt.
Zwischen Selfoss und Hella überquert oberhalb des Wasserfalls Urriðafoss die Ringstraße (Hringvegur) auf einer Brücke den Fluss, der einige Kilometer südwestlich davon ins Meer mündet.

## Überflutungen und Dürren
Die Þjórsá neigt zu beträchtlichen Überschwemmungen. Sie verursacht sogar die größten im Lande, wenn man von den Gletscherläufen einmal absieht.
Die größten bisher gemessenen Flutwellen in der Þjórsá betrugen über 3000 m³/s in den Jahren 1948 und 1949.
Überflutungen können auch auf die enorme Eisbildung in manchen Wintern zurückzuführen sein. Dies war etwa im Winter 2006/2007 der Fall. Dabei bilden sich zum Beispiel an Brücken Eisbarrieren, die hinter sich das Wasser aufstauen und somit Überflutungen auslösen. Solche Erscheinungen sind auch bei anderen Flüssen in Island im Winter keine Seltenheit wie etwa bei der Hvítá im Borgarfjörður. Dabei können Hofbewohner zu Inselbewohnern werden.
Man hat allerdings auch schon Dürreperioden festgestellt. So verringerte sich ihre Durchschnittswassermenge auf nur noch 20 m³/s im April 1963.

## Gletscherfluss
Zum größten Teil ist die Þjórsá ein Gletscherfluss. Sie strömt außerdem auf weiten Strecken über wüstenhafte Erosionsgebiete im Hochland. Das bedeutet, dass sie große Mengen an Sedimenten mit sich trägt.

## Verkehrshindernis
In der Vergangenheit war der Fluss ein beträchtliches Verkehrshindernis. Er ist dies heute noch im Hochland, wo es nur eine praktikable Furt gibt, Sóleyjarhöfðavað. Ist diese nicht zu begehen, überqueren Leute, die im Hochland unterwegs sind und hinüberwechseln müssen – zum Beispiel auf der Suche nach Schafen oder beim Wandern –, die einzelnen Zuflussbäche weiter nördlich.
Man benutzte früher Boote, um über den Fluss zu kommen. Einige Fährplätze sind bekannt wie zum Beispiel die schon zu Landnahmezeiten benützte Sandhólaferja.
Die erste Brücke über den Fluss datiert von 1895, sie wurde 1949 erneuert und über sie führt die Ringstraße in der Nähe des Wasserfalls Urriðafoss. Eine weitere Brücke steht im Hochland bei den Kraftwerken. Hier beginnt die Hochlandpiste Sprengisandur.